# 加沙圍城戰
加沙圍城戰是指2023年11月2日以色列国防军包围加沙市。此次围困是以色列入侵加沙地带的一部分，也是对阿克薩洪水行動反击。加沙市是加沙地带人口最多的城市，战斗于2023年10月30日开始，当时以色列和哈马斯在加沙市外圍发生冲突。乐施会称目前约有50万巴勒斯坦人以及200名以色列人和其他俘虏被困在加沙北部。